# Parlamentní volby v Rusku 2021
Parlamentní volby v Rusku 2021 se konaly ve dnech 17. až 19. září 2021. Voleno bylo 450 poslanců Státní dumy, dolní komory Federálního shromáždění. Výraznou většinu mandátů obhájilo Jednotné Rusko. Volby byly spojené s rozsáhlými podvody a opozice odmítla uznat jejich výsledky.

## Minulé volby
Naposledy proběhly parlamentní volby v roce 2016. Tehdy v nich drtivě zvítězila strana Jednotné Rusko vedená tehdejším premiérem Dmitrijem Medveděvem. Se ziskem 343 křesel získala pohodlnou ústavní většinu. Volby měly nejnižší volební účast v historii – necelých 48 %.

## Kandidující strany
| Strana | Strana                                 | Ideologie                | Postoj k Putinovi | Volby 2016  | Volby 2016  |
| Strana | Strana                                 | Ideologie                | Postoj k Putinovi | Hlasy       | Mandáty     |
| ------ | -------------------------------------- | ------------------------ | ----------------- | ----------- | ----------- |
|        | Jednotné Rusko                         | ruský konzervatismus     | Podpora           | 54.2%       | 343/450     |
|        | Komunistická strana Ruské federace     | komunismus               | Mírná opozice     | 13.3%       | 42/450      |
|        | Liberálně demokratická strana Ruska    | ultranacionalismus       | Podpora           | 13.1%       | 39/450      |
|        | Spravedlivé Rusko — Za pravdu          | sociální demokracie      | Podpora           | 6.8%        | 23/450      |
|        | Komunisté Ruska                        | komunismus               | Opozice           | 2.3%        | 0/450       |
|        | Jabloko                                | sociální liberalismus    | Opozice           | 2.0%        | 0/450       |
|        | Ruská strana důchodců za spravedlnost  | zájmy důchodců           | Podpora           | 1.7%        | 0/450       |
|        | Rodina                                 | nacionalismus            | Podpora           | 1.5%        | 1/450       |
|        | Strana růstu                           | liberální konzervatismus | Podpora           | 1.3%        | 0/450       |
|        | Ruská ekologická strana „Zelení“       | environmentalismus       | Podpora           | 0.8%        | 0/450       |
|        | Občanská platforma                     | liberální konzervatismus | Podpora           | 0.2%        | 1/450       |
|        | Noví lidé                              | liberalismus             | Podpora           | nová strana | nová strana |
|        | Ruská strana za svobodu a spravedlnost | patriotismus             | Podpora           | nová strana | nová strana |
|        | Zelená alternativa                     | environmentalismus       | Nejasný           | nová strana | nová strana |

## Průzkumy ve volební kampani
Průzkumy provedené po vyhlášení voleb
| Datum průzkumu  | Výzkumná společnost                                | JR    | KSRF  | LDPR  | SRZP  | KR    | Jabloko | RSDS  | Rodina | SR    | Zelení | OP    | RSSS  | NL    | ZA    | Nerozhodnutí | Zdrželi se | Náskok |
| --------------- | -------------------------------------------------- | ----- | ----- | ----- | ----- | ----- | ------- | ----- | ------ | ----- | ------ | ----- | ----- | ----- | ----- | ------------ | ---------- | ------ |
| Datum průzkumu  | Výzkumná společnost                                |       |       |       |       |       |         |       |        |       |        |       |       |       |       | Nerozhodnutí | Zdrželi se | Náskok |
| 9. září         | CIPKR                                              | 26%   | 22%   | 7%    | 5%    | 1%    | 4%      | 4%    | 12%    | 12%   | 12%    | 12%   | 12%   | 6%    | 0%    | 12%          | 14%        | 4%     |
| 9. září         | INSOMAR                                            | 30.1% | 14.9% | 9.6%  | 6.3%  | 0.9%  | 2.9%    | 3.2%  | 1.2%   | 0.4%  | 2.3%   | 0.2%  | 0.8%  | 4.2%  | 0.5%  | 12.0%        | 8.5%       | 15.2%  |
| 8. září         | WCIOM                                              | 29.4% | 16.5% | 10.0% | 5.5%  | 0.4%  | 2.1%    | 3.1%  | 0.9%   | 0.5%  | 2.2%   | 0.04% | 0.8%  | 5.2%  | 0.3%  | 8.0%         | 13.4%      | 12.9%  |
| 5. září         | FOM                                                | 29%   | 14%   | 11%   | 5%    | 1%    | 1%      | 3%    | 1%     | 0%    | 1%     | 0%    | 1%    | 3%    | 0%    | 10%          | 19%        | 15%    |
| 5. září         | NMCPSM Archivováno 23. 9. 2021 na Wayback Machine. | 34.9% | 19.0% | 12.1% | 12.6% | 21.5% | 21.5%   | 21.5% | 21.5%  | 21.5% | 21.5%  | 21.5% | 21.5% | 21.5% | 21.5% | 21.5%        | 21.5%      | 15.9%  |
| 1. září         | WCIOM                                              | 34%   | 18%   | 10%   | 7%    | 0.3%  | 2.2%    | 2.7%  | 1.0%   | 0.7%  | 2.1%   | 0.2%  | 1.8%  | 2.8%  | 0.2%  | –            | 16%        | 16%    |
| 29. srpna       | FOM                                                | 30%   | 15%   | 10%   | 5%    | 0%    | 1%      | 1%    | 1%     | 0%    | 1%     | 0%    | 1%    | 3%    | 0%    | 14%          | 17%        | 15%    |
| 29. srpna       | WCIOM                                              | 28.3% | 17.5% | 8.7%  | 6.6%  | 15.5% | 15.5%   | 15.5% | 15.5%  | 15.5% | 15.5%  | 15.5% | 15.5% | 15.5% | 15.5% | 13.3%        | 8.5%       | 10.8%  |
| 25. srpna       | WCIOM                                              | 30%   | 16%   | 9%    | 7%    | 12%   | 12%     | 12%   | 12%    | 12%   | 12%    | 12%   | 12%   | 12%   | 12%   | 8%           | 12%        | 14%    |
| 22. srpna       | WCIOM                                              | 26.4% | 17.2% | 9.0%  | 6.7%  | 15.5% | 15.5%   | 15.5% | 15.5%  | 15.5% | 15.5%  | 15.5% | 15.5% | 15.5% | 15.5% | 13.5%        | 9.5%       | 9.2%   |
| 22. srpna       | FOM                                                | 27%   | 13%   | 11%   | 6%    | 0%    | 1%      | 1%    | 0%     | 0%    | 1%     | 0%    | 1%    | 2%    | 0%    | 15%          | 18%        | 14%    |
| 15. srpna       | WCIOM                                              | 27.3% | 16.4% | 9.1%  | 6.7%  | 14.9% | 14.9%   | 14.9% | 14.9%  | 14.9% | 14.9%  | 14.9% | 14.9% | 14.9% | 14.9% | 14.6%        | 9.2%       | 10.9%  |
| 15. srpna       | FOM                                                | 30%   | 13%   | 10%   | 6%    | 1%    | 1%      | 1%    | 0%     | 0%    | 0%     | 0%    | 0%    | 2%    | 1%    | 13%          | 19%        | 17%    |
| 9. –13. srpna   | CIPKR                                              | 25%   | 19%   | 8%    | 6%    | 1%    | 2%      | 5%    | –      | –     | –      | –     | –     | 4%    | 0%    | ?            | 14%        | 6%     |
| 8. srpna        | FOM                                                | 29%   | 11%   | 9%    | 6%    | 1%    | 1%      | 1%    | 1%     | 0%    | 0%     | 0%    | 0%    | 2%    | 1%    | 14%          | 21%        | 18%    |
| 8. srpna        | WCIOM                                              | 27.2% | 16.0% | 9.6%  | 6.7%  | 14.2% | 14.2%   | 14.2% | 14.2%  | 14.2% | 14.2%  | 14.2% | 14.2% | 14.2% | 14.2% | 13.8%        | 10.0%      | 11.2%  |
| 1. srpna        | FOM                                                | 27%   | 11%   | 9%    | 6%    | 1%    | 1%      | 1%    | 1%     | 0%    | 0%     | 0%    | 0%    | 2%    | 0%    | 17%          | 22%        | 16%    |
| 1. srpna        | WCIOM                                              | 27.8% | 15.6% | 9.6%  | 6.7%  | 13.3% | 13.3%   | 13.3% | 13.3%  | 13.3% | 13.3%  | 13.3% | 13.3% | 13.3% | 13.3% | 14.2%        | 10.5%      | 12.2%  |
| 30. července    | NMCPSM Archivováno 4. 9. 2021 na Wayback Machine.  | 35.6% | 16.2% | 13.6% | 9.4%  | 25.2% | 25.2%   | 25.2% | 25.2%  | 25.2% | 25.2%  | 25.2% | 25.2% | 25.2% | 25.2% | 25.2%        | 25.2%      | 19.4%  |
| 25. července    | FOM                                                | 29%   | 12%   | 10%   | 6%    | 1%    | 1%      | 1%    | 0%     | 0%    | 0%     | 0%    | 1%    | 3%    | 0%    | 15%          | 19%        | 17%    |
| 25. července    | WCIOM                                              | 28.7% | 14.1% | 10.3% | 7.2%  | 14.0% | 14.0%   | 14.0% | 14.0%  | 14.0% | 14.0%  | 14.0% | 14.0% | 14.0% | 14.0% | 13.1%        | 10.3%      | 14.6%  |
| 18. července    | FOM                                                | 31%   | 12%   | 11%   | 7%    | 1%    | 1%      | 1%    | 0%     | 0%    | 0%     | 0%    | 1%    | 3%    | 0%    | 12%          | 18%        | 19%    |
| 18. července    | WCIOM                                              | 27.7% | 14.1% | 10.6% | 7.2%  | 13.4% | 13.4%   | 13.4% | 13.4%  | 13.4% | 13.4%  | 13.4% | 13.4% | 13.4% | 13.4% | 14.4%        | 10.4%      | 13.6%  |
| 11. července    | FOM                                                | 31%   | 11%   | 10%   | 6%    | 1%    | 1%      | 1%    | 0%     | 0%    | 0%     | 0%    | 1%    | 2%    | 0%    | 15%          | 19%        | 20%    |
| 11. července    | WCIOM                                              | 28.3% | 13.6% | 10.5% | 7.0%  | 13.4% | 13.4%   | 13.4% | 13.4%  | 13.4% | 13.4%  | 13.4% | 13.4% | 13.4% | 13.4% | 14.2%        | 11%        | 14.7%  |
| 8.–11. července | WCIOM                                              | 28.0% | 13.0% | 11.0% | 7.0%  | 1.3%  | 3.8%    | 3.0%  | 0.3%   | 0.3%  | 2.1%   | 0.3%  | 0.7%  | 3.1%  | 0.2%  | 10.0%        | 14.0%      | 15%    |

## Výsledky
| |                                        |             |            |            |            |             |        |        |        |        |  |  |
| Strana | Strana                                 | Kandidátky  | Kandidátky | Kandidátky | Kandidátky | Obvody      | Obvody | Obvody | Celkem | Celkem |  |  |
| Strana | Strana                                 | Hlasy       | %          | ±%         | Mand.      | Hlasy       | %      | Mand.  | Mand.  | ±      |  |  |
| | Jednotné Rusko                         | 28 064 258  | 49.8       | −4.4       | 126        | 25 201 048  | 47.5   | 198    | 324    | -19    |  |  |
| | Komunistická strana Ruské federace     | 10 660 599  | 18.9       | +5.6       | 48         | 8 984 506   | 16.9   | 9      | 57     | +15    |  |  |
| | Liberálně demokratická strana Ruska    | 4 252 096   | 7.6        | −5.6       | 19         | 3 234 113   | 6.1    | 2      | 21     | -18    |  |  |
| | Spravedlivé Rusko — Za pravdu          | 4 201 715   | 7.5        | +1.2       | 19         | 4 882 518   | 9.2    | 8      | 27     | +4     |  |  |
| | Noví lidé                              | 2 997 676   | 5.3        | Nová       | 13         | 2 684 082   | 5.1    | 0      | 13     | Nová   |  |  |
| | Ruská strana důchodců za spravedlnost  | 1 381 890   | 2.5        | +0.7       | 0          | 1 969 986   | 3.7    | 0      | 0      | ±0     |  |  |
| | Jabloko                                | 753 280     | 1.3        | −0.7       | 0          | 1 091 837   | 2.1    | 0      | 0      | ±0     |  |  |
| | Komunisté Ruska                        | 715 685     | 1.3        | −1.0       | 0          | 1 639 774   | 3.1    | 0      | 0      | ±0     |  |  |
| | Ruská ekologická strana „Zelení“       | 512 420     | 0.9        | +0.2       | 0          | 541 289     | 1.0    | 0      | 0      | ±0     |  |  |
| | Rodina                                 | 450 437     | 0.8        | −0.7       | 0          | 829 303     | 1.6    | 1      | 1      | ±0     |  |  |
| | Ruská strana za svobodu a spravedlnost | 431 559     | 0.8        | Nová       | 0          | 372 867     | 0.7    | 0      | 0      | Nová   |  |  |
| | Zelená alternativa                     | 357 855     | 0.6        | Nová       | 0          | 120 137     | 0.2    | 0      | 0      | Nová   |  |  |
| | Strana růstu                           | 291 483     | 0.5        | −0.8       | 0          | 515 020     | 1.0    | 1      | 1      | +1     |  |  |
| | Občanská platforma                     | 86 964      | 0.2        | −0.1       | 0          | 386 663     | 0.7    | 1      | 1      | ±0     |  |  |
| | Nezávislí kandidáti                    | –           | –          | –          | –          | 646 950     | 1.2    | 5      | 5      | +4     |  |  |
| Neplatné hlasy | Neplatné hlasy                         | 1 171 581   |            |            | –          | 1 913 578   |        |        | –      | –      |  |  |
| Celkem | Celkem                                 | 56 329 690  | 100        | –          | 225        | 55 013 671  | 100    | 225    | 450    | 0      |  |  |
| Registrovaní voliči/účast | Registrovaní voliči/účast              | 110 311 810 | 51.1       |            | –          | 110 311 810 | 49.9   | –      | –      | –      |  |  |
| Zdroj: Ústřední volební komise Archivováno 20. 1. 2022 na Wayback Machine. (Jednotlivé mandáty Archivováno 27. 9. 2021 na Wayback Machine.) |                                        |             |            |            |            |             |        |        |        |        |  |  |

| \| Podíl hlasů (federální kandidátky) \| Podíl hlasů (federální kandidátky) \| Podíl hlasů (federální kandidátky) \| Podíl hlasů (federální kandidátky) \| Podíl hlasů (federální kandidátky) \| \| ---------------------------------- \| ---------------------------------- \| ---------------------------------- \| ---------------------------------- \| ---------------------------------- \| \| strana \| \| \| \| % \| \| Jednotné Rusko \| Jednotné Rusko \| \| 49.8 \| 49.8 \| \| Komunisté \| Komunisté \| \| 18.9 \| 18.9 \| \| Liberální demokraté \| Liberální demokraté \| \| 7.6 \| 7.6 \| \| Spravedlivé Rusko \| Spravedlivé Rusko \| \| 7.5 \| 7.5 \| \| Noví lidé \| Noví lidé \| \| 5.3 \| 5.3 \| \| Strana důchodců \| Strana důchodců \| \| 2.5 \| 2.5 \| \| Jabloko \| Jabloko \| \| 1.3 \| 1.3 \| \| Komunisté Ruska \| Komunisté Ruska \| \| 1.3 \| 1.3 \| \| Zelení \| Zelení \| \| 0.9 \| 0.9 \| \| Rodina \| Rodina \| \| 0.8 \| 0.8 \| \| RSS \| RSS \| \| 0.8 \| 0.8 \| \| Zelená alternativa \| Zelená alternativa \| \| 0.6 \| 0.6 \| \| Strana růstu \| Strana růstu \| \| 0.5 \| 0.5 \| \| Občanská platforma \| Občanská platforma \| \| 0.2 \| 0.2 \| |                     |  |      |      |
| Podíl hlasů (federální kandidátky) |                     |  |      |      |
| strana |                     |  |      | %    |
| Jednotné Rusko | Jednotné Rusko      |  | 49.8 | 49.8 |
| Komunisté | Komunisté           |  | 18.9 | 18.9 |
| Liberální demokraté | Liberální demokraté |  | 7.6  | 7.6  |
| Spravedlivé Rusko | Spravedlivé Rusko   |  | 7.5  | 7.5  |
| Noví lidé | Noví lidé           |  | 5.3  | 5.3  |
| Strana důchodců | Strana důchodců     |  | 2.5  | 2.5  |
| Jabloko | Jabloko             |  | 1.3  | 1.3  |
| Komunisté Ruska | Komunisté Ruska     |  | 1.3  | 1.3  |
| Zelení | Zelení              |  | 0.9  | 0.9  |
| Rodina | Rodina              |  | 0.8  | 0.8  |
| RSS | RSS                 |  | 0.8  | 0.8  |
| Zelená alternativa | Zelená alternativa  |  | 0.6  | 0.6  |
| Strana růstu | Strana růstu        |  | 0.5  | 0.5  |
| Občanská platforma | Občanská platforma  |  | 0.2  | 0.2  |

| \| Podíl hlasů (jednomandátové obvody) \| Podíl hlasů (jednomandátové obvody) \| Podíl hlasů (jednomandátové obvody) \| Podíl hlasů (jednomandátové obvody) \| Podíl hlasů (jednomandátové obvody) \| \| ----------------------------------- \| ----------------------------------- \| ----------------------------------- \| ----------------------------------- \| ----------------------------------- \| \| strana \| \| \| \| % \| \| Jednotné Rusko \| Jednotné Rusko \| \| 47.5 \| 47.5 \| \| Komunisté \| Komunisté \| \| 16.9 \| 16.9 \| \| Spravedlivé Rusko \| Spravedlivé Rusko \| \| 9.2 \| 9.2 \| \| Liberální demokraté \| Liberální demokraté \| \| 6.1 \| 6.1 \| \| Noví lidé \| Noví lidé \| \| 5.1 \| 5.1 \| \| Strana důchodců \| Strana důchodců \| \| 3.7 \| 3.7 \| \| Komunisté Ruska \| Komunisté Ruska \| \| 3.1 \| 3.1 \| \| Jabloko \| Jabloko \| \| 2.1 \| 2.1 \| \| Rodina \| Rodina \| \| 1.6 \| 1.6 \| \| Zelení \| Zelení \| \| 1.0 \| 1.0 \| \| Strana růstu \| Strana růstu \| \| 1.0 \| 1.0 \| \| Občanská platforma \| Občanská platforma \| \| 0.7 \| 0.7 \| \| RSS \| RSS \| \| 0.7 \| 0.7 \| \| Zelená alternativa \| Zelená alternativa \| \| 0.2 \| 0.2 \| \| Nezávislí kandidáti \| Nezávislí kandidáti \| \| 1.2 \| 1.2 \| |                     |  |      |      |
| Podíl hlasů (jednomandátové obvody) |                     |  |      |      |
| strana |                     |  |      | %    |
| Jednotné Rusko | Jednotné Rusko      |  | 47.5 | 47.5 |
| Komunisté | Komunisté           |  | 16.9 | 16.9 |
| Spravedlivé Rusko | Spravedlivé Rusko   |  | 9.2  | 9.2  |
| Liberální demokraté | Liberální demokraté |  | 6.1  | 6.1  |
| Noví lidé | Noví lidé           |  | 5.1  | 5.1  |
| Strana důchodců | Strana důchodců     |  | 3.7  | 3.7  |
| Komunisté Ruska | Komunisté Ruska     |  | 3.1  | 3.1  |
| Jabloko | Jabloko             |  | 2.1  | 2.1  |
| Rodina | Rodina              |  | 1.6  | 1.6  |
| Zelení | Zelení              |  | 1.0  | 1.0  |
| Strana růstu | Strana růstu        |  | 1.0  | 1.0  |
| Občanská platforma | Občanská platforma  |  | 0.7  | 0.7  |
| RSS | RSS                 |  | 0.7  | 0.7  |
| Zelená alternativa | Zelená alternativa  |  | 0.2  | 0.2  |
| Nezávislí kandidáti | Nezávislí kandidáti |  | 1.2  | 1.2  |

| \| Parlamentní mandáty \| Parlamentní mandáty \| Parlamentní mandáty \| Parlamentní mandáty \| Parlamentní mandáty \| \| ------------------- \| ------------------- \| ------------------- \| ------------------- \| ------------------- \| \| strana \| \| \| \| % \| \| Jednotné Rusko \| Jednotné Rusko \| \| 72.0 \| 72.0 \| \| Komunisté \| Komunisté \| \| 12.7 \| 12.7 \| \| Spravedlivé Rusko \| Spravedlivé Rusko \| \| 6.0 \| 6.0 \| \| Liberální demokraté \| Liberální demokraté \| \| 4.7 \| 4.7 \| \| Noví lidé \| Noví lidé \| \| 2.9 \| 2.9 \| \| Rodina \| Rodina \| \| 0.2 \| 0.2 \| \| Strana růstu \| Strana růstu \| \| 0.2 \| 0.2 \| \| Občanská platforma \| Občanská platforma \| \| 0.2 \| 0.2 \| \| Nezávislí kandidáti \| Nezávislí kandidáti \| \| 1.1 \| 1.1 \| |                     |  |      |      |
| Parlamentní mandáty |                     |  |      |      |
| strana |                     |  |      | %    |
| Jednotné Rusko | Jednotné Rusko      |  | 72.0 | 72.0 |
| Komunisté | Komunisté           |  | 12.7 | 12.7 |
| Spravedlivé Rusko | Spravedlivé Rusko   |  | 6.0  | 6.0  |
| Liberální demokraté | Liberální demokraté |  | 4.7  | 4.7  |
| Noví lidé | Noví lidé           |  | 2.9  | 2.9  |
| Rodina | Rodina              |  | 0.2  | 0.2  |
| Strana růstu | Strana růstu        |  | 0.2  | 0.2  |
| Občanská platforma | Občanská platforma  |  | 0.2  | 0.2  |
| Nezávislí kandidáti | Nezávislí kandidáti |  | 1.1  | 1.1  |

## Volební podvody a kontroverze

### Nepřipuštění opozice k volbám
Ostří kritici prezidenta Vladimira Putina k volbám vůbec nebyli připuštěni a jedinou kandidující otevřeně protiputinovskou formací byla strana Jabloko, která i tak čelila tlaku ze strany režimu.

### Volební podvody
Pozorovatelé z nezávislé organizace Golos zaznamenali jen v první den voleb přes 2000 případů porušení volebních pravidel; jednalo se například o pokusy vhodit do urny celé balíčky volebních lístků, laxní ostrahu volebních místností či otvírání zapečetěných obálek. O podvodech ve volebních místnostech informovala i regionální média.
Podezření a protesty opozice vzbudily výsledky internetového hlasování. Jejich sčítání nebylo oznamováno průběžně, výsledky online hlasování byly vyhlášeny najednou a po sečtení prakticky všech ostatních hlasů. Do zveřejnění těchto výsledků vedli v protiputinovsky naladěných obvodech v Moskvě kandidáti podporovaní opozicí. Po započítání online hlasů se náskok protikremelských kanditátů náhle vytratil a ve všech okrscích zvítězili členové Jednotného Ruska.

### Nucení voličů k volbám
Nezávislá pozorovatelská organizace Golos obdržela od voličů 247 zpráv z 52 regionů, stěžujících si na to, že je zaměstnavatelé nutili k účasti ve volbách. I v průzkumu státní společnosti VTsIOM přes 48 % respondentů z řad továrních dělníků uvedlo, že je na ně vyvíjen nátlak, aby šli volit. Organizace Golos také informovala o davovém příchodu lidí v uniformách do volební místnosti, s tím, že tito lidé mohli být nuceně mobilizováni ve prospěch vládní strany. Na nucení voličů k účasti dorazily volební komisi stížnosti ze 45 regionů.

### Omezení pozorovatelů
Pozorovatelům z Organizace pro bezpečnost a spolupráci v Evropě (OBSE) ruská vláda omezila přítomnost na 50 osob, odvolávajíc se na restrikce kvůli covidu-19, přestože v té době žádná oficiální covidová opatření v Rusku neplatila. Podle organizace bylo pro spolehlivý dohled nad procesem třeba alespoň 420 krátkodobých a 80 dlouhodobých pozorovatelů; proto se rozhodla z voleb stáhnout všechny své zástupce.
Přítomní pozorovatelé byli konfrontováni s fyzickým odporem, vyloučením z volebních místností či konfliktem s volebními komisemi.

### Nepoměr výsledků s průzkumy
Přestože předvolební průzkumy ukazovaly podporu Jednotného Ruska pod třiceti procenty, ve volbách získalo téměř padesát procent.